# Jean-Jacques de La Huppe de Larturière
Jean-Jacques de La Huppe de Larturière, dit Bellavides, né le 26 septembre 1773 à Avranches mort le 7 octobre 1865 au Petit-Celland, est un chef chouan normand dans l'Armée catholique et royale de Normandie pendant la Révolution française.

## Biographie
Issu de la famille de La Huppe, de souche avranchinaise, il est le petit-neveu de l'abbé de Péronne, aumônier de Louis XVI.
Dès le début de la Révolution, sa famille, suspecte aux yeux des Jacobins, se retire à Granville où elle se lie d’amitié avec les Destouches dont le fils Jacques s’illustrera lui aussi dans la chouannerie .
Jeune officier de marine, il interrompt très vite ses cours à l’École de navigation pour se mettre au service du Trône et de l’Autel sous les ordres du comte de Ruays qui lui confie le commandement de la division d’Avranches. Sous le sobriquet de « Bellavidès », Jean-Jacques de Larturière prend part à tous les combats de l’armée catholique et royale du comte de Frotté.
D'après un de ses biographes « C'est le plus fin des chasseurs du roi, il est d'une audace incroyable. Il prétend que les balles s'écartent de lui parce qu'il porte sur son cœur une petite boîte d'argent contenant une parcelle de la Vraie Croix. C'est un mystique, mais il dépourvu de toute sensiblerie.»

## Lachouannerie normande
Bellavidès sera l'un des chefs de la chouannerie normande les plus populaires du sud de la Manche. Sa bonhomie autant que sa brutalité lui valent l'attachement des masses paysannes. En 1795 et 1796, il est chef du canton d'Avranches dans l'Armée catholique et royale de Normandie commandée par Louis de Frotté.
Sa célébrité grandit encore en 1797 quand il tombe entre les mains des « patauds ». Enfermé à Fort-Colin, à Coutances, et promis à une exécution rapide, Bellavidès réussit à séduire la belle-fille du gardien de la prison qui l'aide à s'évader. Il arrive à se cacher dans une ferme de Saint-Pair et à échapper à toutes les recherches des républicains.
Il est trois fois condamné à mort, mais il réussit toujours à s’évader.

## Réhabilitation sous la Restauration
Sous la seconde Restauration, il devient maire de Brécey de 1818 à 1824. Il reçoit le titre de chevalier de l'ordre royal et militaire de Saint-Louis en novembre 1824. Il passe sa vieillesse dans son manoir de La Doittée au Petit-Celland, réputé pour sa piété et son grand souci des pauvres, il meurt à 93 ans. Il est inhumé dans le cimetière du Petit-Celland.